# Удивительные злоключения Флэпджека
Удивительные злоключения Флэпджека (англ. The Marvelous Misadventures of Flapjack) — американский рисованный мультсериал производства Cartoon Network. Премьера состоялась 5 июня 2008 года. Шоу создано мультипликатором Туропом Ван-Орманом, который работал над такими мультфильмами как Лагерь Лазло и Ужасные приключения Билли и Мэнди.

## Сюжет
Флэпджек — это добродушный мальчик, которого вырастила говорящая китиха Бабби. Они живут спокойной жизнью до тех пор, пока не спасают пирата Капитана Кастета. Он рассказывает об Острове Карамель, который представляет собой остров, состоящий из сладостей — карамелек, лимонада и мармеладных камней. Вдохновленные найти Остров Карамель, Капитан Кастет, Флэпджек и Бабби попадают в самые невероятные злоключения. Основную часть времени они проводят в гавани Буревестник, которая является местом жительства для них и других, в том числе довольно странных персонажей.

## Персонажи

### Основные персонажи
- Флэпджек (англ. Flapjack) — легковозбудимый, любящий приключения светловолосый мальчик, выросший под присмотром говорящей китихи Бабби, которая же дала ему имя (аналогичное понятию «оладушек»). Флэпджек очень наивен и не замечает опасностей, поэтому легко попадает в неприятности. Он очень дружелюбный и расстраивается, когда кто-то отвергает его дружбу. Капитан Кастет в большом авторитете у Флэпджека — мальчик верит всем небылицам пирата и считает его лучшим другом, несмотря на то, что тот часто пользуется его доверчивостью и обманывает. Также он попадает в разные переделки, такие, как, например, неосознанное участие в заражении чумой жителей гавани или попадание в плен к великанам. Интересно то, что Флэпджек — реальный ангел, но без крыльев, нимба и белого одеяния. Выяснилось это, когда в одном из эпизодов Флэпджек избавил Кастета от онемения всего тела, а заодно спас от того, чтоб его утопили.
- Капитан Кастет (англ. Captain K'nuckles) — старый моряк, который является величайшим путешественником за всю историю. Его голова полностью синего цвета из-за плохо выбритой щетины (как вскоре выясняется, ненастоящей). Большая часть его тела состоит из дерева: нос (по сюжету нос был настоящим, пока в результате неудачного трюка Флэпджека не был заменён на сапог капитана корабля, на котором Кастет и Флэпджек плыли, а настоящий нос был съеден Посейдоном), кисти рук, ноги, ягодицы (он называет это «седалище», позже он нашёл ягодицы на северном полюсе, а своё деревянное «седалище» они с Флепджеком попытались зажечь, чтобы согреться, но в результате неудачного спуска с айсберга Кастет опять остался без ягодиц, и, видимо, был вынужден вернуться к деревянному седалищу). Из-за своего деревянного тела он постоянно создаёт механический шум при движении (хотя никого эти звуки не раздражают). В настоящее время предпочитает поспать и попить кленового сиропа, рассказывая сказки о своем интригующем прошлом — при этом его рассказы либо полная ложь, либо же на деле далеки от того, что он рассказывает (хотя Кастету лично удавалось украсть «Сердце Русалки» у морского народа и успешно бежать от охранников). Но, тем не менее, Флэпджек ему верит. Что касается конфет — он наркоман и ставит их превыше всего, из-за чего ведёт себя довольно эгоистично. Из-за своего грубого и откровенно наглого поведения Кастет заработал открытую враждебность и неуважение почти во всей Гавани Буревестник, хотя некоторые маргиналы его по прежнему уважают и даже боятся. Хотя он частенько использует Флэпджека для исполнения своих потребностей, в душе он его очень любит и оказывает ему помощь, если у того беда. Главная цель в его жизни — найти остров Карамель.
- Бабби (англ. Bubbie) — говорящая голубая самка кита, выполняющая функции заботливой матери и корабля Флэпджека. Она дает ему добрые жизненные советы, к которым он прислушивается. Утверждает, что нашла Флэпджека, завернутого в водоросли. Предоставляет свой рот в качестве ночлега для Флэпджека и капитана Кастета. Предпочитает находиться в гавани Буревестник из-за опасности плавать по морям, изобилующим штормами и чудовищами. Бабби считается самым быстрым китом в море, что и доказала в одной из серий. Бабби и Кастет являются врагами, хотя открытого и постоянного конфликта у них нет.

### Жители гавани Буревестник
- Ларри Ментол (англ. Peppermint Larry) — хозяин ресторана «Бочка Карамель», единственного места в Буревестнике, где можно купить конфет (и поглощать их, как выпивку). Ларри Ментол достаточно жаден и груб, но труслив, при этом кажется очень энергичным и строгим, и ему не нравится, что Флэпджек и капитан Кастет часто не имеют денег расплатиться за конфеты. Время от времени ведет себя несколько параноидально, возможно, из-за странных брачных отношений с куклой, слепленной из конфет. Подвержен внезапным приступам идиотического смеха. Показывает превосходство над остальными людьми и откровенно всех недолюбливает (Его слова в серии со «смертью Кастета»). Он может быть психически неуравновешенным, до безумия боится влипнуть в какую-нибудь неприятность и пытается выслужиться перед хозяйкой доков и Леди Задомедь. Как и Флэпджек с Капитаном Кастетом, он мечтает найти легендарный остров Карамель. Также видно, что Ларри не любит маринад.
- Доктор Джулиус Стрижка (англ. Doctor Julius Barber) — местный врач, хирург и парикмахер в Буревестнике. Постоянный посетитель ресторана «Бочка Карамель». Тайно и явно проворачивает различные тёмные делишки. В эпизоде «100 Percensus» выясняется, что доктор Стрижка живёт со своей матерью в одном из ящиков на голубом шкафу. Как и Ларри Ментол, он страдает от неизвестной болезни десен, и несмотря на то, что в отличие от него в любой ситуации разговаривает исключительно спокойным голосом, является, похоже, ещё более сумасшедшим типом. Доктор Стрижка называет себя человеком науки, однако, если он не может вылечить пациента, то применяет гарпун. Его парикмахерская и кабинет врача находятся рядом друг с другом, но если кто-то заходит подстричься в кабинет врача, он отсылает человека к «парикмахеру напротив». Его знаменитая фраза: «Хм» и/или «да» между предложениями. Кроме того, в подвале он держит монстра, которого кормит волосами (предположительно это волосатый рыбный монстр).
- Лолли Леденец (англ. Lolly Poopdeck) — житель гавани Буревестник, всегда хотевший стать комиком. Любит всегда таскать за собой вёдра и разговаривать с ними. Сын Леди Задомедь.
- Скользкий Пит (англ. Slippery Pete) — местный массажист Буревестника. Его работа заключается в предоставлении услуг массажа пришедшим в его салон. Носит тряпье и неизвестно, стал ли тому причиной тот факт, что он не берёт денег за свою работу или же просто потому, что таков его образ жизни. В одной из серий выяснилось, что он не любит делать массаж Док Яге, поэтому вместо него массаж делает осьминог, что, возможно, ей нравится.
- Док Яга (англ. Dock Hag) — относительно пожилая женщина, ответственная за соблюдение законов гавани Буревестник. Она раздаёт штрафы тем, кто нарушает правила поведения. Из-за того, что она злая и некрасивая, у неё нет мужа. Говорит громким, пронзительным и противным голосом. У неё есть племянник Лоренс, страдающий манией величия, который представляется людям как Лорд Хиханьки. Она тайно любит капитана Кастета и даже сделала себе куклу капитана из бумажек со штрафами.
- Леди Задомедь (англ. Lady Nicklebottoms) — самая влиятельная и богатая особа в Буревестнике. Она является женой лорда Задомедь, самого богатого человека в гавани. Особняк, в котором она живёт, создан мужем из сладостей. Она очень хорошо воспитана и любит быть чистой и здоровой, в отличие от мужа, который фактически является авантюристом. Её постоянно сопровождает дворецкий Чарльз.
- Лорд Задомедь (англ. Lord Nicklebottoms) — самый богатый человек в Буревестнике. Муж леди Задомедь. Несмотря на внешний вид лорда восемнадцатого века, он на самом деле покрыт татуировкой настоящего путешественника. Очень ценит крышечку от бутылки, потерянную в детстве, которая была ему возвращена Флепджеком.
- Томас Лихач (англ. Thomas Hatch) — моряк. Его первая главная роль была в «Свистать всех наверх», где Томас Хатч поменялись местами с Флэпджэком. Он был бы очень счастлив снова иметь семью. Имеет товарищей моряков: Усача и Носача.
- Лоуренс или лорд Хиханьки  (англ. Lawrence or  Lord Tittering)-гадкий племянник Дог Яги,который притворяется мальчиком из богатой семьи,чтобы оскорбить бедных

### Прочие персонажи
- Изобретатель (англ. The Inventor) — человек изобретающий вещи, большинство из которых работают за счет детей, брат Профессора который тоже является изобретателем. Создал паровую подводную лодку W.O.O.S.H в виде Кита с цилиндром на голове, которую он называл самой быстрой лодкой в Семи Морях, экипажем лодки были «малолетние преступники» которые работали кочегарами и использовались в качестве боевых снарядов. Изобретатель считается злодеем, но один раз помогал Флепджеку и Кастету. Изобрел фотоаппарат в котором сидит человек и рисует то что видит через объектив, кинопроектор, а также «изобретения не пользовавшиеся популярностью у публики» такие как: автомобиль, вертолет, ракетный ранец, ракету и карманный телефон. Живёт возле гавани Буревестник, по всей видимости где-то под водой.
- Хи-Хи Трам-Парам (англ. Tee Hee Tummy Tums) — бедняк, продающий расчёски чтобы прокормить свою семью. Постоянно ходит с мешком на голове, чтобы не показывать своё прекрасное лицо.
- Вилли Осьминог (англ. Eight-Armed Willy) — самое опасное существо в открытом море, которое любит есть китов, путешественников, а больше всего — сладости. Он — главный соперник наших героев в поисках острова Карамель. Однажды влюбился в Бабби.
- Остряк Маккейл (англ. Punsie McKale)-знаменитый комик Семи Морей,который смешно шутит,что шутками обижает некоторых. Он может из воздуха доставать предметы и делать различные фокусы,а еще он постоянно улыбается,чтобы не выходить из образа

## Локации
- Верхний Буревестник — район для богатых жителей Буревестника, здесь живёт городская элита, расположено поместье Лорда Задомедь, здесь же находится клуб нервных джентльменов.
- Нижний Буревестник — район портов и доков. Сюда прибывают все суда, идущие в гавань Буревестник. Здесь находится ресторан «Бочка Карамель», парикмахерская Доктора Стрижки, Банк, Ломбард, клуб Рассказчиков. Главные обитатели Нижнего Буревестника пьяницы и моряки.
- «Плохая сторона города» — часть Нижнего Буревестника, о которой Капитан Кастет говорит как о лучшей части города. Тут живёт вся нищета Буревестника, включая банду ежей. Тут находится ресторан «Конфетная дыра».
- «Бочка Карамель» — заведение. Главное место сбора всех моряков Нижнего Буревестника. Конфеты там подают в пивных кегах.
- Поместье лорда Задомедь — замок, полностью сделанный из конфет.

## Рецензии
- Marilyn Moss. TV Review: The Marvelous Misadventures of Flapjack (недоступная ссылка — история). The Hollywood Reporter (4 июня 2008). — «Bottom Line: Feisty and funny animated series that kids will fall for hook, line and sinker.» Дата обращения: 11 июня 2008.
- Ed Liu. "The Marvelous Misadventures of Flapjack" Needs a Weird Infusion, Me Hearties! Toon Zone (5 июня 2008). Дата обращения: 11 июня 2008. Архивировано 10 июня 2008 года.
- Ed Liu. "The Marvelous Misadventures of Flapjack" Vol. 1: It Got The Weird Infusion, Mateys! Toon Zone (30 октября 2009). Дата обращения: 30 октября 2009. Архивировано из оригинала 12 января 2013 года.